# Stanisław Kolbuszewski
Stanisław Antoni Emil Kolbuszewski (ur. 22 czerwca 1901 w Przemyślu,  zm. 7 stycznia 1965 we Wrocławiu) – filolog polski, specjalizujący się w literaturoznawstwie.

## Życiorys
Urodził się 22 czerwca 1901 w Przemyślu, w rodzinie Franciszka i Zofii z Wyrobków. W latach 1912–1914 był członkiem skautingu, w latach 1918–1920 ochotniczo służył w Wojsku Polskim. Ukończył VII gimnazjum we Lwowie (1919). Uczestniczył w akcji plebiscytowej w okręgu Racibórz na Górnym Śląsku. Do 1921 studiował na wydziale filologicznym Uniwersytetu Warszawskiego, w 1923 ukończył filologię polską na Uniwersytecie Poznańskim (w 1925 doktorat). Dzięki stypendium Funduszu Kultury Narodowej studiował także w Paryżu (1925/26) i ponownie w Paryżu oraz Berlinie (1928–1930). W latach 1923–1928 był nauczycielem gimnazjum w Środzie, następnie w gimnazjum im. Paderewskiego w Poznaniu. Od 1930 docent Uniwersytetu Poznańskiego. Od 1932 członek komitetu literatury Polskiej Akademii Umiejętności. W 1934 przeniósł się na Łotwę, obejmując stanowisko kierownika Katedry Literatur Słowiańskich na Uniwersytecie Łotewskim w Rydze. Pracując tam, przyczynił się do rozwoju stosunków polsko-łotewskich oraz łotewskiego szkolnictwa. Od 1937 był członkiem Instytutu Bałtyckiego. Po zakończeniu II wojny światowej wrócił do Polski obejmując stanowisko kierownika Katedry Literatury Polskiej na Uniwersytecie Wrocławskim. Od 1946 wykładał również na Instytucie Pedagogicznym ZNP.
Od początku istnienia Wyższej Szkoły Pedagogicznej w Opolu był związany z tą uczelnią. Kierował tam Katedrą Literatury Polskiej (do 1964), a w 1956 został wybrany na jej rektora. Funkcję tę sprawował do 1959, wprowadzając do uczelni zwyczaje takie jak: występowanie w togach i biretach członków Senatu Uczelni na  ważnych uroczystościach, czy żakinada podczas juwenaliów. Dokończono budowę pierwszego akademika – DS Mrowisko. Był pierwszym pomysłodawcą przekształcenia opolskiej WSP w Uniwersytet (Uniwersytet Piastowski).
Od 6 sierpnia 1932 był mężem Marii Dobrzyckiej, romanistki, z którą miał m.in. syna Jacka, również historyka literatury.
Pochowany na Cmentarzu Osobowickim we Wrocławiu.

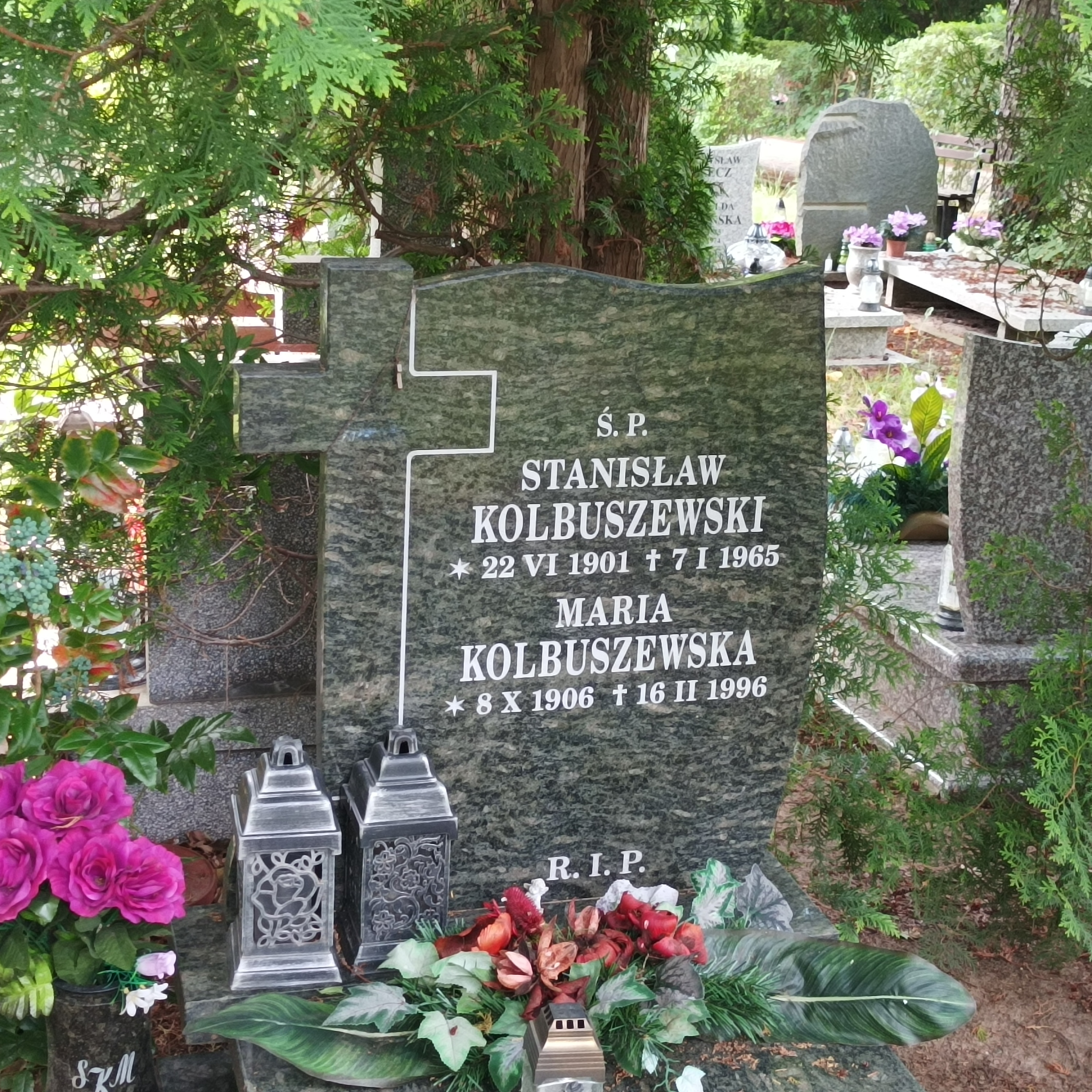
Grób prof. Stanisława Kolbuszewskiego na Cmentarzu Osobowickim

## Odznaczenia
- Medal Pamiątkowy za Wojnę 1918–1921[1]
- Złoty Wawrzyn Akademicki (5 listopada 1938)[6]

## Wybrane publikacje
- Romantyzm i modernizm, wyd. Śląsk, Katowice 1959.
- Kolumna duchów nad nami, wyd. IŚ, Opole 1988.